# Rhasaan Orange
Rhasaan Orange (ur. 25 sierpnia 1975 w Nowym Jorku) – amerykański aktor.

## Obsada aktorska
- 1978–1983: Ulica Sezamkowa (Sesame Street) jako Rhasaan
- 1996: Mysz (The Mouse) jako Shamster #2
- 1999: Już nadchodzi (Coming Soon) jako szczery chłopak
- 1999: Seks w wielkim mieście jako asystent
- 1999: Guiding Light jako Brian
- 2003-2007: Dni naszego życia jako detektyw Thomas Edward 'Tek' Kramer
- 2001: Jack i Jill (Jack & Jill) jako Eric, przyjaciel Barto ze studiów
- 2001: Rozbieranie (Undressed) jako Joe
- 2005: Widok na ból oczu (A Sight for Sore Eyes) jako Jarred Williams
- 2010: Zdrętwiały (Numb) jako
- 2011: Mortal Kombat jako Cyrax, Kintaro, SF radiooperator
- 2012: Zemsta (Revenge) jako Tech